# Paddy Forde
Patrick „Paddy“ Forde (* 22. Juli 1922 im County Cork; † 13. Mai 1972 im County Cork) war ein irischer Politiker der Fianna Fáil, der von 1969 bis 1972 Abgeordneter (Teachta Dála) des Dáil Éireann, des Unterhauses des Parlaments (Oireachtas), war. 

## Leben
Forde kandidierte bei den Wahlen 1965 im Wahlkreis Cork Mid ohne Erfolg. Erst bei den Wahlen zum Dáil Éireann 1969 konnte er dann in den Dáil einziehen. Forde verstarb während seiner Amtszeit 1972.